# Odontopyge picea
Odontopyge picea är en mångfotingart som beskrevs av Carl Graf Attems 1938. Odontopyge picea ingår i släktet Odontopyge och familjen Odontopygidae. Inga underarter finns listade i Catalogue of Life.